# Hispania Líneas Aéreas
Hispania Líneas Aéreas fue una compañía charter española que existió entre 1982 y 1989.

## Historia
Hispania fue fundada en 1982, como un operador de vuelos chárter bajo demanda. Inició operaciones recurriendo a dos Caravelle en sus vuelos chárter a destinos turísticos españoles desde Gran Bretaña, Alemania, Francia y otros países.
En 1985 fueron incorporados tres Boeing 737-200 y reemplazaron a los Caravelles. Debido al incremento de la demanda, Hispania amplió la flota, recurriendo a modelos Boeing 737-300 y Boeing 757-200; sin embargo, debido a que el alquiler de las aeronaves era excesivo, Hispania comenzó a sufrir problemas económicos y en 1988 estuvo a punto de ser adquirida por Air Europa.
Finalmente, y ante la falta de compradores o inversores, Hispania finalizó sus operaciones en julio de 1989.

## Antigua flota
| Aeronaves              | Total | Introducido | Retirado | Matrículas                                                      |
| ---------------------- | ----- | ----------- | -------- | --------------------------------------------------------------- |
| Boeing 737-200         | 3     | 1985        | 1989     | EC-DVN, EC-DXV y EC-DZB (carga)                                 |
| Boeing 737-300         | 8     | 1987        | 1989     | EC-ELV, EC-ENS, EC-EIA, EC-EHZ, EC-EBX, EC-EHJ, EC-EBY y EC-ENT |
| Boeing 757-200         | 2     | 1989        | 1989     | EC-EMU y EC-EMV                                                 |
| Douglas DC-8-61        | 2     | 1988        | 1988     | C-GMXB y C-GMXQ                                                 |
| Sud Aviation Caravelle | 4     | 1983        | 1985     | EC-CIZ, EC-CPI, EC-CYI y EC-DCN                                 |